# Donna allo specchio (Giulio Romano)
Donna allo specchio è un dipinto ad olio su tela (111x92 cm) di Giulio Romano, databile al 1520 circa e conservato nel Museo Puškin di Mosca, in Russia. Originariamente dipinto su tavola, venne trasferito su tela da un certo A. Mitrochin nel 1840. Fu attribuito a Raffaello fino alla metà del XIX secolo. Riguardo al tema, rappresenta una scena della vita quotidiana, lontana dalle tinte religiose e allegoriche tipiche delle espressioni artistiche dell'epoca.
Frederick Hartt contempla l'ipotesi che è stato iniziato dall'artista a Roma poco prima del suo trasferimento a Mantova nel 1524 e completato da Raffaellino del Colle.
Per quanto riguarda la possibile identità della modella, vale la pena notare che il dipinto già entrato nell'Hermitage come Ritratto della giovane Beatrice d'Este, duchessa di Ferrara. Malgrado ciò, l'attribuzione è senza dubbio errata, non potendo trattarsi di Beatrice d'Este - la quale fu peraltro duchessa di Milano e non di Ferrara - in quanto costei era già morta nel 1497, mentre il ritratto è databile al secolo successivo. Inoltre nessuna nobildonna a quel tempo, eccetto nel caso di cortigiane, si sarebbe mai fatta ritrarre nuda.
Più tardi il dipinto fu conosciuto come Ritratto di Lucrezia Borgia, figlia di papa Alessandro VI e consorte del duca di Ferrara Alfonso I d'Este.